# Coccinia
Coccinia é um género botânico pertencente à família Cucurbitaceae.

## Espécies
| - Coccinia abyssinica - Coccinia adoensis - Coccinia barteri - Coccinia grandiflora - Coccinia grandis - Coccinia heterophylla - Coccinia hirtella - Coccinia indica - Coccinia intermedia | - Coccinia keayana - Coccinia longicarpa - Coccinia mackenii - Coccinia megarrhiza - Coccinia microphylla - Coccinia mildbraedii - Coccinia ogadensis - Coccinia pwaniensis - Coccinia quinqueloba | - Coccinia racemiflora - Coccinia rehmannii - Coccinia samburuensis - Coccinia schliebenii - Coccinia senensis - Coccinia sessilifolia - Coccinia subsessiliflora - Coccinia trilobata |

1. ↑  «Coccinia — World Flora Online». www.worldfloraonline.org. Consultado em 19 de agosto de 2020